# اليوم العالمي لمكافحة التصحر والجفاف
اليوم العالمي لمكافحة التصحر والجفاف (اختصارًا WDCDD) هو يوم عالمي من أيام الأمم المتحدة يهدف لتعزيز الوعي بالتصحر والجفاف، كونهما من أكبر التحديات البيئية في أيامنا هذه. يُحتفل بهذا اليوم في 17 يونيو من كل عام.

## تاريخ
خلال الجلسة العامة 92 من الدورة التاسعة والأربعين للجمعية العامة للأمم المتحدة عام 1994، تقرر يوم 17 حزيران/يونيو يوماً عالمياً لمكافحة التصحر والجفاف. وفي كل عام، تتعدد الوسائل والمواضيع لزيادة الوعي العام بمسألتي التصحر والجفاف، من خلال الاحتفال باليوم لمكافحة التصحر والجفاف.

## التصحر والجفاف
التصحر هو عملية تحول الأرض، التي كانت خصبة في السابق، إلى قاحلة. عندما يقع التصحر، تصعُب زراعة المحاصيل وإطعام الحيوانات أو جمع الطعام. تتواجد الصحارى عادة في المناخات الجافة والقاحلة. وهناك مفهوم خاطئ للتصحر، يكمن في الاعتقاد أن الصحارى تمتدّ من مركزها. وهذه ليست الحال. في الواقع، يقع التصحر عند حافة الصحارى أو في 1% أي أرض موجودة في المناخات الجافة أو النصف جافة، التي اعتادت أن تدعم نمو الغطاء النباتي.
تشمل الصحارى الشهيرة في العالم:
- الصحراء الكبرى في أفريقيا.
- الصحراء العربية في الشرق الأوسط.
- صحراء جوبي في آسيا.
- صحراء باتاغونيا في أمريكا الجنوبية.
- صحراء فيكتوريا الكبرى في أستراليا.
- صحراء الحوض العظيم في أمريكا الشمالية.

غير أن هذه ليست أكبر صحارى على الأرض.
بما أنه يتم تعريف الصحراء كمنطقة تكون فيها الهطول السنوية أقل من 250 مم، تشكل، فعلياً، الصحارى القطبية، صحراء القطب الجنوبي وصحراء القطب الشمالي، أكبر الصحارى على الأرض، على الرغم من أن هذه المناطق مغطاة بالجليد والثلج.
يفكر معظم الناس بالرمال والكثبان الرملية حين يتصورون صحراء، ولكن ليست هذه هي الحال دائماً. يمكن أن تكون الصحراء صخرية، أو كما أشرنا لتوّنا، جليدية. تعني الصحراء أن الأرض قاحلة (غطاء نباتي نادر أو غير موجود)، وأن مستوى الهطول فيها قليل. وهي غالباً ما تكون عرضة للتعرية الريحية وتتميز بأسطح حُصوية.
تكون النباتات والحيوانات، التي يمكنها الصمود في الصحراء، قادرة على تحمّل درجات حرارة متطرفة والعيش لفترات طويلة بدون ماء.
يعود سبب التصحر إلى استغلال الأرض من قبل الإنسان:
- الإفراط في الزراعة
- الإفراط في رعي الحيوانات
- إزالة الغابات
- ممارسات الريّ السيئة في المناطق الجافة

ويعود أيضاً سبب التصحر إلى الجفاف الذي يحدث طبيعياً، كما إلى تغير المناخ، الذي يهدّد بزيادة تواتر حدوث الجفاف وجعل بعض المناخات أكثر جفافاً. وقد تمثل موجات الجفاف مخاطر طبيعية بطيئة التفاقم، ولكنها من الكوارث الطبيعية الأكثر تسبباً للضرر.
تبدو دورة التصحر كالتالي:
1. يؤدي استغلال الأرض (و/أو الجفاف أو التغيرات المناخية) إلى جفاف التربة وكشفها.
2. تقوم الرياح أو الفيضانات بتعرية التربة بسهولة.
3. تصبح الأرض قاحلة.
4. يحتجز الغطاء النباتي الموجود في المنطقة كميات متناقصة من الماء.
5. يقلّ المطر الذي كان يهطل، جرّاء تبخر الماء في المنطقة.
6. تصبح المنطقة أكثر جفافاً، ويتغير المناخ.
7. تتزايد الضغوطات على موارد الأرض الخصبة في مكان آخر، وتصبح عرضة أكثر لخطر الاستغلال.[9]

## وصلات خارجية
- اليوم العالمي لمكافحة التصحر والجفاف